# Сандберг, Габриэль
Габриэль Рагнар Хильмер Сандберг (швед. Gabriel Ragnar Hilmer Sandberg; род. 10 марта 2003) — шведский футболист, полузащитник «Оддевольда».

## Клубная карьера
Является воспитанником «Нючёпинга». В декабре 2019 года подписал с клубом первый профессиональный контракт. Первую игру за основной состав клуба провёл 26 июня в первом раунде кубка страны с «Васалундом». В ноябре того же года дебютировал в первом шведском дивизионе в гостевом поединке с «Линчёпинг Сити».
22 апреля 2021 года перешёл в итальянскую «Венецию», где присоединился к молодёжной команде клуба. 7 августа 2022 года в первом раунде кубка Италии против «Асколи» сыграл свой единственный матч за основной состав. В январе 2023 года на правах аренды до конца сезона перешёл в финский КТП. В его составе дебютировал в чемпионате Финляндии 5 апреля во встрече первого тура с «Оулу».
27 марта 2024 года вернулся в Швецию, где присоединился к «Оддевольду». Первую игру за новый клуб провёл 31 марта 2024 года с «Треллеборгом»..

## Клубная статистика
| Выступление      | Выступление      | Выступление      | Лига | Лига | Кубки | Кубки | Конт. кубки | Конт. кубки | Итого | Итого |
| Клуб             | Лига             | Сезон            | Игры | Голы | Игры  | Голы  | Игры        | Голы        | Игры  | Голы  |
| ---------------- | ---------------- | ---------------- | ---- | ---- | ----- | ----- | ----------- | ----------- | ----- | ----- |
| Нючёпинг         | Дивизион 1       | 2019             | 1    | 0    | 1     | 0     | 0           | 0           | 2     | 0     |
| Нючёпинг         | Дивизион 1       | 2020             | 22   | 1    | 1     | 0     | 0           | 0           | 23    | 1     |
| Нючёпинг         | Итого            | Итого            | 23   | 1    | 2     | 0     | 0           | 0           | 25    | 1     |
| Венеция          | Серия B          | 2022/23          | 0    | 0    | 1     | 0     | 0           | 0           | 1     | 0     |
| Венеция          | Итого            | Итого            | 0    | 0    | 1     | 0     | 0           | 0           | 1     | 0     |
| КТП              | Вейккауслига     | 2023             | 22   | 0    | 9     | 0     | 0           | 0           | 31    | 0     |
| КТП              | Итого            | Итого            | 22   | 0    | 9     | 0     | 0           | 0           | 31    | 0     |
| Эребру           | Суперэттан       | 2024             | 12   | 2    | 0     | 0     | 0           | 0           | 12    | 2     |
| Эребру           | Итого            | Итого            | 12   | 2    | 0     | 0     | 0           | 0           | 12    | 2     |
| Всего за карьеру | Всего за карьеру | Всего за карьеру | 57   | 3    | 12    | 0     | 0           | 0           | 69    | 3     |